# 吉沢明歩の全力サラリーマンKO
吉沢明歩の全力サラリーマンKO（よしざわあきほのぜんりょくサラリーマンKO）は、北海道文化放送で2018年1月14日から10月7日まで日曜日未明（土曜日深夜）に放送されていた深夜番組。
スーパー銭湯「ニコーリフレSAPPORO」の一社提供。

## 出演者
- 吉沢明歩
- モリマン（ホルスタイン・モリ夫、種馬マン）

ナレーション
- 田辺桃菜（北海道文化放送アナウンサー）
- 中村剛太（北海道文化放送アナウンサー）

## 概要
- 番組前半はさっぽろテレビ塔等に設置されたテント内に設けられたサウナ風呂でサラリーマン(と同年代の男女)の悩みを聞く人生相談が行われる。[1]

## コーナー
- おやすみ前のお・は・な・し
番組後半に行われる。北海道文化放送の朗読番組「おはようのおはなし」の深夜版。
イヤホンで聞く場合は副音声にすると、白い背景で朗読している吉沢が視聴者に向けて話しかけてくるような仕掛けとなっている、音声多重放送を生かしたコーナー。[1]